# Glyceria notata
Glyceria notata là một loài thực vật có hoa trong họ Hòa thảo. Loài này được Chevall. mô tả khoa học đầu tiên năm 1827.

## Hình ảnh

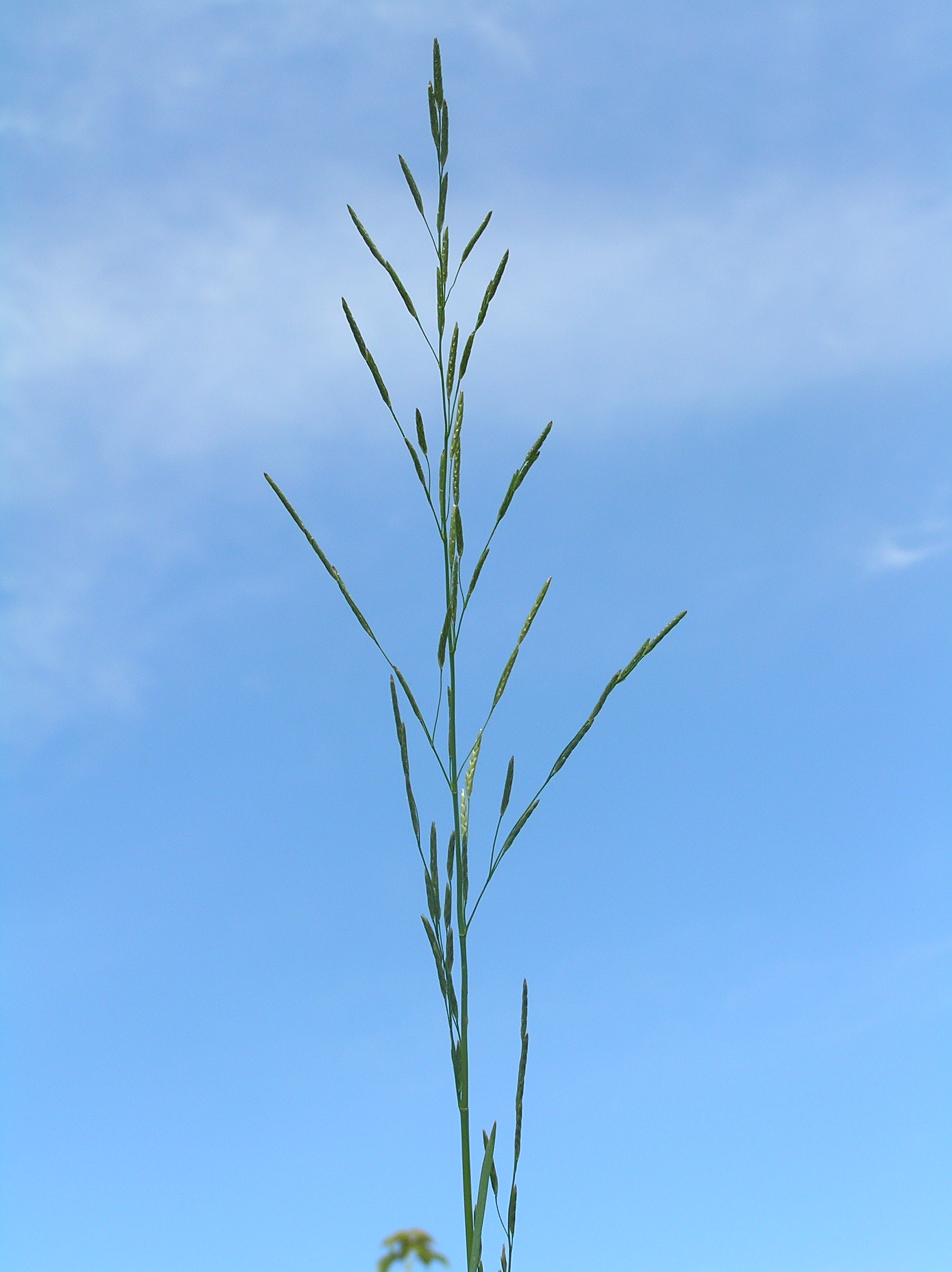
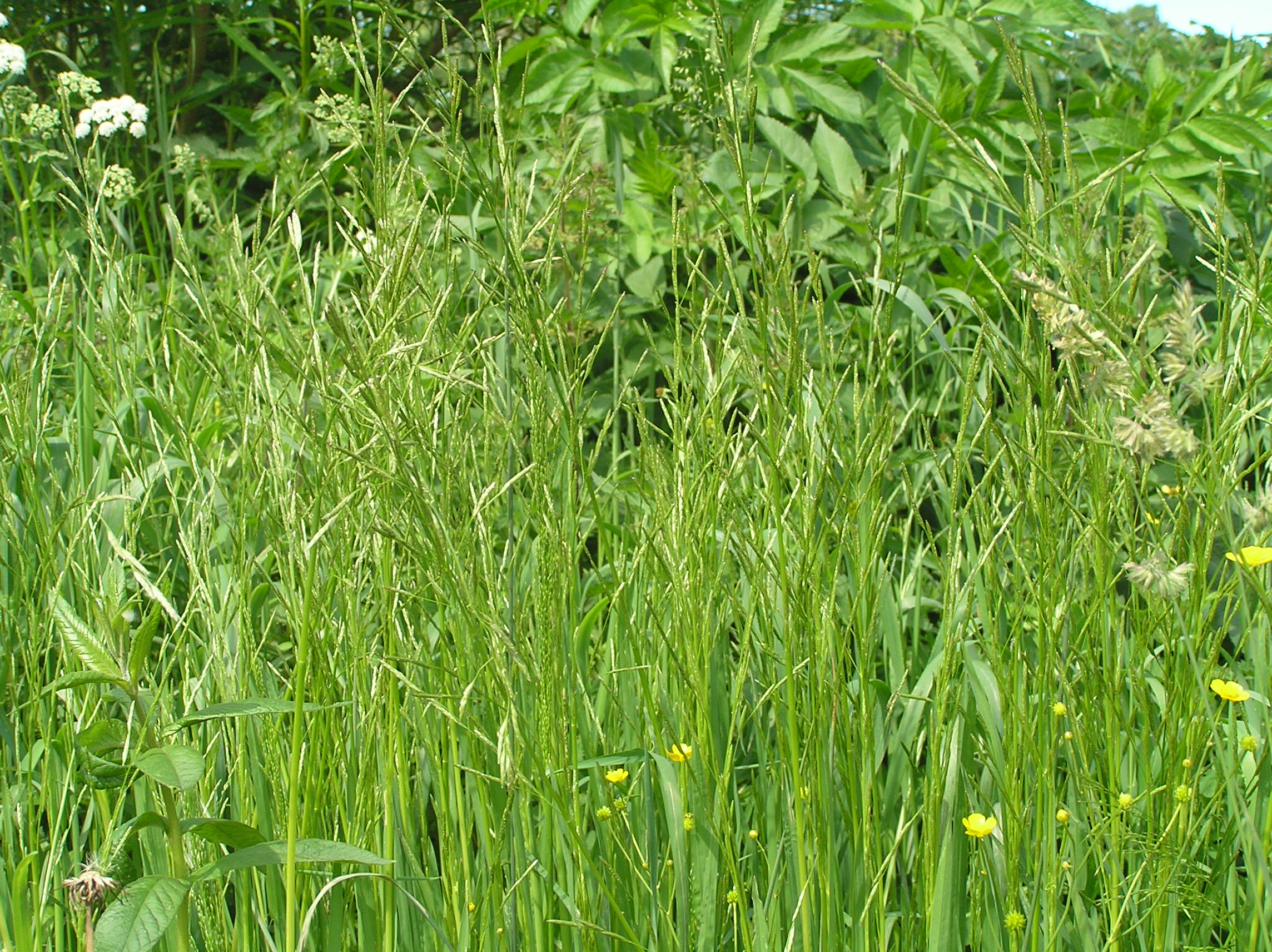
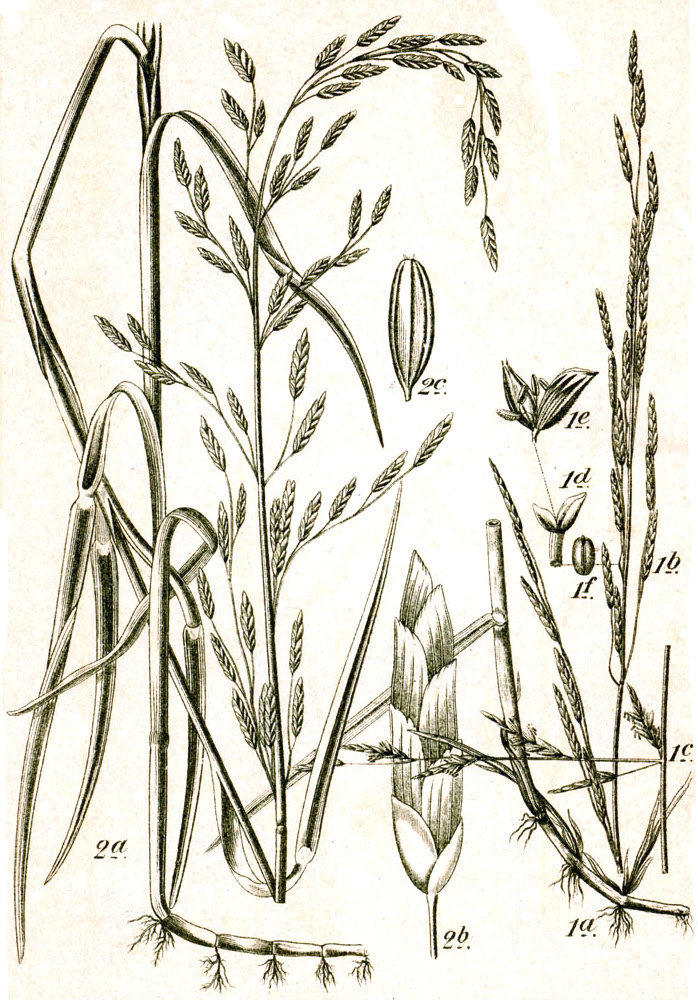